# Pomnik Świętego Krzysztofa w Turku
Pomnik Świętego Krzysztofa w Turku – betonowy pomnik Świętego Krzysztofa, zlokalizowany przed siedzibą Przedsiębiorstwa Komunikacji Samochodowej przy ul. Milewskiego 9 w Turku. 
Pierwotnie znajdował się na terenie dworca PKS w Turku. Po likwidacji dworca w 2013 roku pomnik został przeniesiony przed siedzibę PKS.
Wykonany z betonu, na postumencie obłożonym płytkami ceramicznymi. Do czasu przeniesienia pomnikowi towarzyszyła duża opona wypełniona betonem z wizerunkiem tura, który widnieje w herbie miasta oraz napisem PKS Turek, a całość założenia uzupełniały dwie ławki, maszty flagowe i trawniki. Do pomnika prowadził chodnik z płyt betonowych. W 2010 obiekt był dość zaniedbany, m.in. odpadła część płytek na postumencie.
Monument odsłonięto 25 lipca 1990, z inicjatywy członków „NSZZ Solidarność” przy PKS w Turku.  